# Eugenia ternatifolia
Eugenia ternatifolia är en myrtenväxtart som beskrevs av Jacques Cambessèdes. Eugenia ternatifolia ingår i släktet Eugenia och familjen myrtenväxter. Inga underarter finns listade i Catalogue of Life.